# Móra Károly
Móra Károly (Moravecz) (Sternberg, Morvaország, 1899. szeptember 30. – Budapest, 1938. március 29.) magyar csillagász.
Tiszteletére az 1257 Móra kisbolygó viseli a nevét.

## Élete és munkássága
A budapesti tudományegyetemen Kövesligethy Radó tanítványa volt.
Doktori értekezését az MTA adta ki. A bp.-i egyetemen 1924-től a kozmográfiai tanszéken lett tanársegéd, 1931 – 32 között a lipcsei csillagvizsgálóban, a következő évben Hamburgban és Heidelbergben dolgozott. 1933-ban az Asztrofizikai Obszervatóriumhoz került, és Tass Antal ig. nyugalomba vonulása után 1935-ben őt bízták meg a Svábhegyi Csillagvizsgáló vezetésével. A budapesti egyetemen két féléven át a csillagászat helyettes tanára volt.
Nevezetesebb dolgozatai az RV Tauri-típusú R Scuti változó csillagokra, az M 67 csillaghalmaz csillagainak helyzetére és saját mozgására, valamint kisbolygók vizsgálatára vonatkoznak. Több fejezetet írt a Természettudományi Társulat kiadásában megjelent A csillagos ég c. kiadványban.

## Művei
- Der Veränderliche Stern R Scuti. Budapest, 1934.